# Parque Industrial João Braz
Parque Industrial João Braz é um bairro da região Oeste de Goiânia, capital do estado de Goiás, Brasil. Sua criação na década de 60 é marcado pela expansão de Goiânia, que originou bairros mais distantes e a infraestrutura e desenvolvimento que chegava à Goiânia.[carece de fontes?]
Segundo dados da Prefeitura de Goiânia, o Parque Industrial João Braz faz parte do 38º subdistrito de Goiânia, chamado de João Braz. O subdistrito abrange os bairros Solange Park, Goiânia Viva, Lorena Park, Araguaia Park, Parque Paraíso e Condomínio Anhanguera.
Segundo dados do Instituto Brasileiro de Geografia e Estatística (IBGE), divulgados pela prefeitura, no Censo 2010 a população do Parque Industrial João Braz era de 8 974 pessoas.